# Rzucewo
Rzucewo is een plaats in het Poolse district  Pucki, woiwodschap Pommeren. De plaats maakt deel uit van de gemeente Puck en telt 354 inwoners.

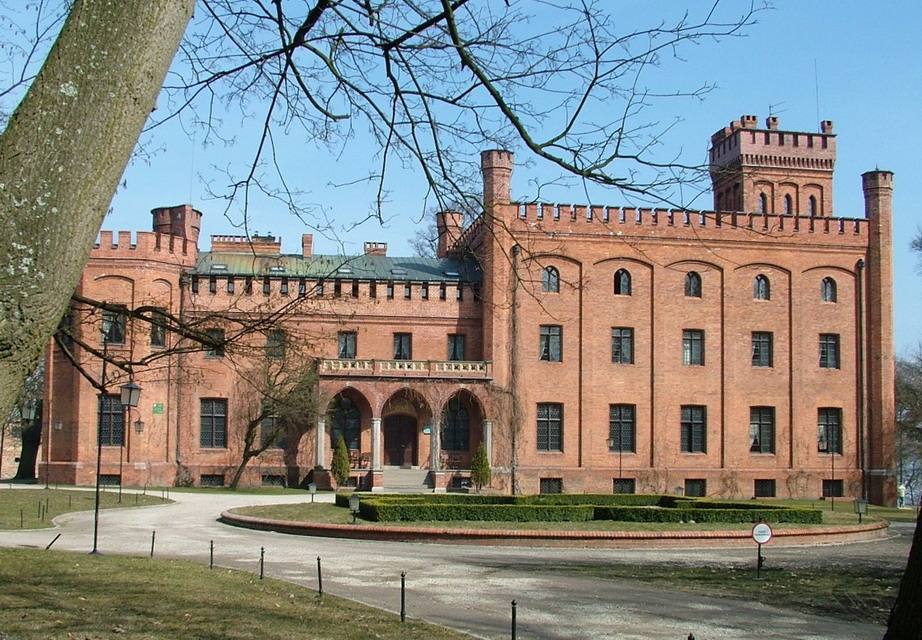
Paleis